# Белгород Рязанский
Бе́лгород Рязанский — древнерусский город, впервые упомянут в Никоновской летописи под 1155 г.; в 1208 году был сожжён князем Всеволодом Большое Гнездо во время похода на Рязань.
Местонахождение Белгорода Рязанского до сих пор остаётся спорным — несмотря на то, что город трижды упоминается в летописях: один раз под 1155 г. и дважды под 1208 г. Ни одно из этих сообщений не даёт возможности определить его точное местонахождение. Известно лишь, что князь Всеволод шёл из Коломны в Белгород через Рязань. Как отмечал А. Л. Монгайт: «Всеволод, пройдя Рязань, должен был вернуться назад по коломенской дороге… В то же время, целью движения Всеволода были города на Проне».
Существуют различные предположения о месте расположения города:
- при впадении реки Кишни (Кишки) в Оку, ниже Старой Рязани (Спасский район);
- на Оке, в 2 км от Дединова;
- на реке Проне, на месте Лубянского городища.
- на реке Полосне в современной Тульской области, где выявлен крупный археологический комплекс древнерусского времени[3].